# Atletiek op de Olympische Zomerspelen 1900
Atletiek is een van de sporten die beoefend werden tijdens de Olympische Zomerspelen 1900 in Parijs.

## Mannen

### 60 m
| rang   | sporter(s)       | land | tijd   |
| ------ | ---------------- | ---- | ------ |
| Goud   | Alvin Kraenzlein | USA  | WR 7,0 |
| Zilver | John Tewksbury   | USA  | 7,1    |
| Brons  | Stanley Rowley   | AUS  | 7,2    |
| 4      | Edmund Minahan   | USA  | 7,2    |

### 100 m
| rang   | sporter(s)     | land | tijd |
| ------ | -------------- | ---- | ---- |
| Goud   | Frank Jarvis   | USA  | 11,0 |
| Zilver | John Tewksbury | USA  | 11,1 |
| Brons  | Stanley Rowley | AUS  | 11,2 |
|        | Arthur Duffey  | USA  | DNF  |

John Tewksbury liep een tijd van 10,8 s. in de halve finales, dit was een OR.

### 200 m
| rang   | sporter(s)       | land | tijd    |
| ------ | ---------------- | ---- | ------- |
| Goud   | John Tewksbury   | USA  | OR 22,2 |
| Zilver | Norman Pritchard | IND  | 22,8    |
| Brons  | Stanley Rowley   | AUS  | 22,9    |
| 4      | William Holland  | USA  | 22,9    |

### 400 m
| rang            | sporter(s)      | land | tijd    |
| --------------- | --------------- | ---- | ------- |
| Goud            | Maxwell Long    | USA  | OR 49,4 |
| Zilver          | William Holland | USA  | 49,6    |
| Brons           | Ernst Schultz   | DEN  |         |
|                 | Dixon Boardman  | USA  | DNS     |
| Harry Lee       | USA             | DNS  |         |
| William Moloney | USA             | DNS  |         |

Boardman, Lee and Moloney kwamen niet aan de start omdat de finale op zondag werd gelopen.

### 800 m
| rang   | sporter(s)    | land | tijd   |
| ------ | ------------- | ---- | ------ |
| Goud   | Alfred Tysoe  | GBR  | 2.01,2 |
| Zilver | John Cregan   | USA  | 2.03,0 |
| Brons  | David Hall    | USA  |        |
| 4      | Henri Deloge  | FRA  |        |
| 5      | Zoltán Spiedl | HUN  |        |
| 6      | John Bray     | USA  |        |

David Hall liep een OR in de halve finales, tijd 1.50,0.

### 1500 m
| rang   | sporter(s)            | land | tijd      |
| ------ | --------------------- | ---- | --------- |
| Goud   | Charles Bennett       | GBR  | WR 4.06,2 |
| Zilver | Henri Deloge          | FRA  | 4.06,6    |
| Brons  | John Bray             | USA  | 4.07,2    |
| 4      | David Hall            | USA  |           |
| 5      | Christian Christensen | DEN  |           |
| 6      | Hermann Wraschtil     | AUT  |           |

### marathon
| rang   | sporter(s)          | land | tijd      |
| ------ | ------------------- | ---- | --------- |
| Goud   | Michel Théato       | LUX  | 2:59.45,0 |
| Zilver | Emile Champion      | FRA  | 3:04.17,0 |
| Brons  | Ernst Fast          | SWE  | 3:37.14,0 |
| 4      | Eugène Besse        | FRA  | 4:00.43,0 |
| 5      | Arthur Newton       | USA  | 4:04.12,0 |
| 6-7    | Dick Grant          | USA  |           |
| 6-7    | Ronald J. MacDonald | CAN  |           |

### 110 m horden
| rang   | sporter(s)        | land | tijd    |
| ------ | ----------------- | ---- | ------- |
| Goud   | Alvin Kraenzlein  | USA  | OR 15,4 |
| Zilver | John McLean       | USA  | 15,5    |
| Brons  | Frederick Moloney | USA  | 15,6    |
| 4      | Jean Lécuyer      | FRA  |         |
|        | Norman Pritchard  | IND  | DNF     |

### 200 m horden
| rang   | sporter(s)       | land | tijd    |
| ------ | ---------------- | ---- | ------- |
| Goud   | Alvin Kraenzlein | USA  | OR 25,4 |
| Zilver | Norman Pritchard | IND  | 26,6    |
| Brons  | John Tewksbury   | USA  |         |
| 4      | Eugène Choisel   | FRA  |         |

### 400 m horden
| rang   | sporter(s)     | land | tijd    |
| ------ | -------------- | ---- | ------- |
| Goud   | John Tewksbury | USA  | OR 57,6 |
| Zilver | Henri Tauzin   | FRA  | 58,3    |
| Brons  | George Orton   | CAN  |         |
|        | William Lewis  | USA  |         |

### 2500 m steeple chase
| rang   | sporter(s)        | land | tijd   |
| ------ | ----------------- | ---- | ------ |
| Goud   | George Orton      | CAN  | 7.34,4 |
| Zilver | Sidney Robinson   | GBR  | 7.38,0 |
| Brons  | Jacques Chastanié | FRA  |        |
| 4      | Arthur Newton     | USA  |        |
| 5      | Hermann Wraschtil | AUT  |        |
| 6      | Franz Dühne       | GER  |        |

### 4000 m steeple chase
| rang   | sporter(s)        | land | tijd    |
| ------ | ----------------- | ---- | ------- |
| Goud   | John Rimmer       | GBR  | 12.58,4 |
| Zilver | Charles Bennett   | GBR  | 12.58,6 |
| Brons  | Sidney Robinson   | GBR  | 12.58,8 |
| 4      | Jacques Chastanié | FRA  |         |
| 5      | George Orton      | CAN  |         |
| 6      | Franz Dühne       | GER  |         |

### 5000 m team
| rang   | sporter(s)                                                                       | land    | punten |
| ------ | -------------------------------------------------------------------------------- | ------- | ------ |
| Goud   | Charles Bennett John Rimmer Sidney Robinson Alfred Tysoe Stanley Rowley          | GBR AUS | 26     |
| Zilver | Henri Deloge Gaston Ragueneau Jacques Chastanié André Castanet Michel Champoudry | FRA     | 29     |

Slechts 2 deelnemende teams.

### hoogspringen
| rang   | sporter(s)           | land | hoogte    |
| ------ | -------------------- | ---- | --------- |
| Goud   | Irving Baxter        | USA  | OR 1,90 m |
| Zilver | Patrick Leahy        | GBR  | 1,78 m    |
| Brons  | Lajos Gönczy         | HUN  | 1,75 m    |
| 4      | Carl-Albert Andersen | NOR  | 1,70 m    |
| 4      | Eric Lemming         | SWE  | 1,70 m    |
| 4      | Waldemar Steffen     | GER  | 1,70 m    |
| 7      | Louis Monnier        | FRA  | 1,60 m    |
| 8      | Tore Blom            | SWE  | 1,50 m    |

### polsstokhoogspringen
| rang   | sporter(s)           | land | hoogte    |
| ------ | -------------------- | ---- | --------- |
| Goud   | Irving Baxter        | USA  | OR 3,30 m |
| Zilver | Meredith Colket      | USA  | 3,25 m    |
| Brons  | Carl-Albert Andersen | NOR  | 3,20 m    |
| 4      | Émile Gontier        | FRA  | 3,10 m    |
| 4      | Jakab Kauser         | HUN  | 3,10 m    |
| 4      | Eric Lemming         | SWE  | 3,10 m    |
| 7      | Karl Staaf           | SWE  | 2,80 m    |
| 8      | August Nilsson       | SWE  | 2,60 m    |

### verspringen
| rang   | sporter(s)        | land | afstand    |
| ------ | ----------------- | ---- | ---------- |
| Goud   | Alvin Kraenzlein  | USA  | OR 7,185 m |
| Zilver | Meyer Prinstein   | USA  | 7,175 m    |
| Brons  | Patrick Leahy     | GBR  | 6,95 m     |
| 4      | William Remington | USA  | 6,825 m    |
| 5      | Albert Delannoy   | FRA  | 6,755 m    |
| 6      | John McLean       | USA  | 6,655 m    |
| 7      | Thaddeus McClain  | USA  | 6,435 m    |
| 8      | Waldemar Steffen  | GER  | 6,30 m     |

### hink-stap-springen
| rang   | sporter(s)        | land | afstand    |
| ------ | ----------------- | ---- | ---------- |
| Goud   | Myer Prinstein    | USA  | OR 14,47 m |
| Zilver | James Connolly    | USA  | 13,97 m    |
| Brons  | Lewis Sheldon     | USA  | 13,64 m    |
| 4      | Patrick Leahy     | GBR  |            |
| 5      | Albert Delannoy   | FRA  |            |
| 6      | Alexandre Tuffère | FRA  |            |

### hoogspringen uit stand
| rang   | sporter(s)    | land | hoogte     |
| ------ | ------------- | ---- | ---------- |
| Goud   | Ray Ewry      | USA  | WR 1,655 m |
| Zilver | Irving Baxter | USA  | 1,525 m    |
| Brons  | Lewis Sheldon | USA  | 1,50 m     |

### verspringen uit stand
| rang   | sporter(s)        | land | afstand   |
| ------ | ----------------- | ---- | --------- |
| Goud   | Ray Ewry          | USA  | OR 3,21 m |
| Zilver | Irving Baxter     | USA  | 3,13 m    |
| Brons  | Emile Torcheboeuf | FRA  | 3,03 m    |
| 4      | Lewis Sheldon     | USA  | 3,02 m    |

### hink-stap-springen uit stand
| rang   | sporter(s)    | land | afstand    |
| ------ | ------------- | ---- | ---------- |
| Goud   | Ray Ewry      | USA  | OR 10,58 m |
| Zilver | Irving Baxter | USA  | 9,95 m     |
| Brons  | Bob Garrett   | USA  | 9,50 m     |
| 4      | Lewis Sheldon | USA  | 9,45 m     |

### kogelstoten
| rang   | sporter(s)                 | land | afstand    |
| ------ | -------------------------- | ---- | ---------- |
| Goud   | Richard Sheldon            | USA  | OR 14,10 m |
| Zilver | Josiah McCracken           | USA  | 12,85 m    |
| Brons  | Bob Garrett                | USA  | 12,37 m    |
| 4      | Rezsö Crettier             | HUN  | 12,07 m    |
| 5      | Panagiotis Paraskevopoulos | GRE  | 11,29 m    |
| 6      | Gustaf Söderström          | SWE  | 11,18 m    |
| 7      | Artur Coray                | HUN  | 11,13 m    |
| 8      | Truxtun Hare               | USA  | 10,92 m    |

### discuswerpen
| rang   | sporter(s)                 | land | afstand    |
| ------ | -------------------------- | ---- | ---------- |
| Goud   | Rudolf Bauer               | HUN  | OR 36,04 m |
| Zilver | František Janda-Suk        | BOH  | 35,14 m    |
| Brons  | Richard Sheldon            | USA  | 34,60 m    |
| 4      | Panagiotis Paraskevopoulos | GRE  | 34,50 m    |
| 5      | Rezsö Crettier             | HUN  | 33,65 m    |
| 6      | Gustaf Söderström          | SWE  | 33,07 m    |
| 7      | John Flanagan              | USA  | 33,00 m    |
| 8      | Eric Lemming               | SWE  | 32,50 m    |
| 8      | Charles Winckler           | DEN  | 32,50 m    |

### kogelslingeren
| rang   | sporter(s)       | land | afstand    |
| ------ | ---------------- | ---- | ---------- |
| Goud   | John Flanagan    | USA  | OR 51,01 m |
| Zilver | Truxtun Hare     | USA  | 46,26 m    |
| Brons  | Josiah McCracken | USA  | 43,58 m    |
| 4      | Eric Lemming     | SWE  |            |
| 5      | Karl Staaf       | SWE  |            |

## Medaillespiegel
| rang   | land             | goud | zilver | brons | totaal |
| ------ | ---------------- | ---- | ------ | ----- | ------ |
| 1      | Verenigde Staten | 16   | 13     | 10    | 39     |
| 2      | Groot-Brittannië | 3    | 3      | 2     | 8      |
| 3      | Canada           | 1    | 0      | 1     | 2      |
| 3      | Hongarije        | 1    | 0      | 1     | 2      |
| 5      | Luxemburg        | 1    | 0      | 0     | 1      |
| 5      | GBR / AUS        | 1    | 0      | 0     | 1      |
| 7      | Frankrijk        | 0    | 4      | 2     | 6      |
| 8      | Brits-Indië      | 0    | 2      | 0     | 2      |
| 9      | Bohemen          | 0    | 1      | 0     | 1      |
| 10     | Australië        | 0    | 0      | 3     | 3      |
| 11     | Denemarken       | 0    | 0      | 1     | 1      |
| 11     | Noorwegen        | 0    | 0      | 1     | 1      |
| 11     | Zweden           | 0    | 0      | 1     | 1      |
| totaal | totaal           | 23   | 23     | 22    | 68     |

Athene 1896 · Parijs 1900 · St. Louis 1904 · Londen 1908 · Stockholm 1912 · Antwerpen 1920 · Parijs 1924 · Amsterdam 1928 · Los Angeles 1932 · Berlijn 1936 · Londen 1948 · Helsinki 1952 · Melbourne 1956 · Rome 1960 · Tokio 1964 · Mexico-stad 1968 · München 1972 · Montréal 1976 · Moskou 1980 · Los Angeles 1984 · Seoel 1988 · Barcelona 1992 · Atlanta 1996 · Sydney 2000 · Athene 2004 · Peking 2008 · Londen 2012 · Rio de Janeiro 2016  · Tokio 2020  · Parijs 2024  · Los Angeles 2028 
Medaillewinnaars mannen · vrouwen · gemengd
Atletiek · Boogschieten · Cricket · Croquet · Golf · Paardensport · Pelota · Polo · Roeien · Rugby · Schermen · Schietsport · Tennis · Touwtrekken · Turnen · Voetbal · Waterpolo · Wielersport · Zeilen · Zwemmen